# Дзукійський національний парк
Дзукійський національний парк (лит. Dzūkijos nacionalinis parkas) — національний парк у Дзукії, на півдні Литви, був заснований у 1991 році для збереження соснових лісів, природного ландшафту та сіл регіону. Територія національного парку займає приблизно 550 км² вздовж берегів Німану. Більша частина території парку (близько 95 %) розташована у Варенському районі, крім того, в Алітуському районі — близько 4 %, у Лаздійському — близько 1 %. Адміністративний центр парку розташований у Марцинконісі, а іншим важливим містом на території парку є Мяркінє.
Дзукійський парк — найбільша природна зона, що охороняється в Литві. Різноманітна річкова система, від дрібних річок до найбільшої водної артерії Литви — Німану. Інші значні річки, що протікають територією парку — річки Ула та Мяркіс. Клімат у парку більш континентальний, ніж у решті країни. Найбільш характерні приклади ландшафту — масиви дюн у Марцінконісі, Линяжярисі, Грибаулії та Шунупісі.
У парку працює близько 200 осіб, територія парку поділена на 10 лісництв.
Парк перебуває в Асоціації прибалтійських національних парків та у Федерації європейських національних парків.